# Ca nô đệm khí

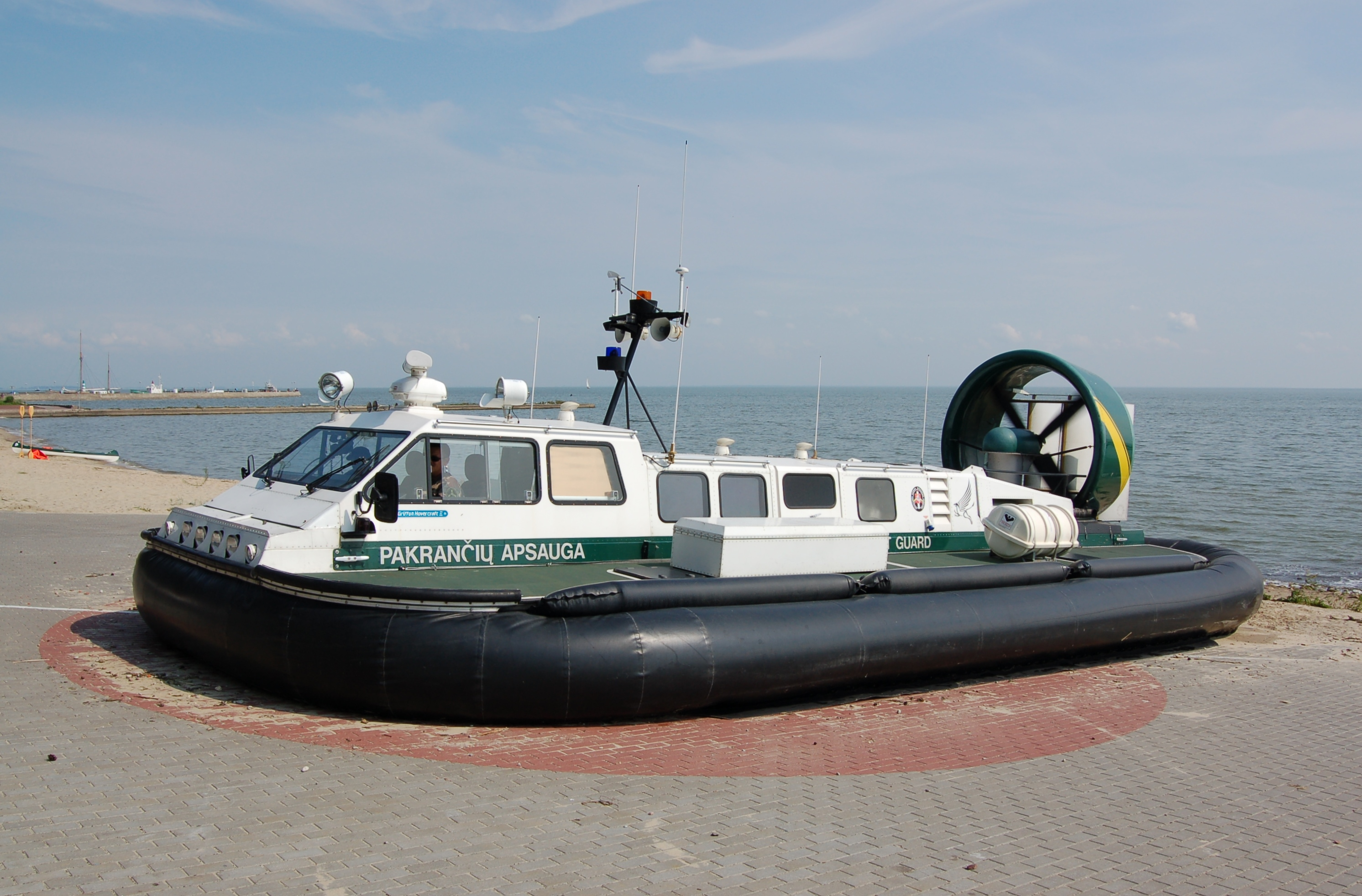
Ca nô đệm khí đã bơm căng ở Litva

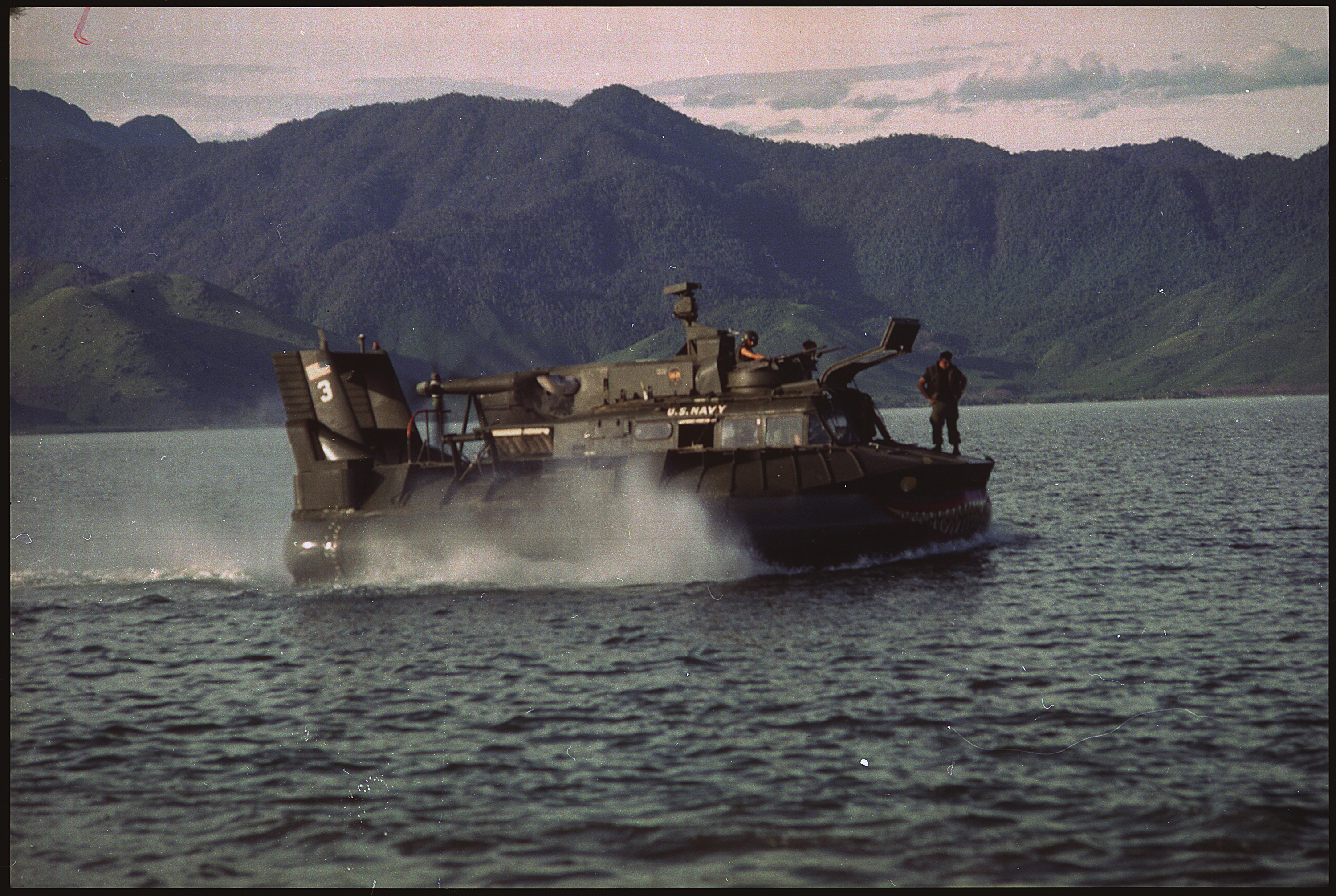
Ca nô đệm khí tuần tra (PACV) của Hải quân Mỹ ở đầm Cầu Hai (Nam Việt) năm 1968

Ca nô đệm khí (tiếng Anh: hovercraft hay air-cushion vehicle) là một loại phương tiện linh động có khả năng di chuyển trên mặt đất, nước, bùn, băng và nhiều bề mặt khác. Ca nô đệm khí dùng máy để bơm căng một lượng lớn không khí vào một cái đệm nằm bên dưới thân tàu (được gọi là đệm khí) với áp suất cao hơn áp suất khí quyển một chút. Sự chênh lệch áp suất giữa không khí bên trong và không khí xung quanh đệm khí tạo ra lực nâng giúp thân tàu nổi lên trên bề mặt cần di chuyển. Đệm này thường bao xung quanh một phần nền hình đĩa hoặc hình ô van, khi bơm căng lên thì thường có dạng hình chữ nhật góc tròn.
Ca nô đệm khí được hiện thực hóa dựa vào phát minh của người Anh trong các thập niên 1950 và 1960, còn ý tưởng thì đã có từ năm 1716 bởi khoa học gia người Thụy Điển Emanuel Swedenborg.
Hiện nay ca nô đệm khí có ở khắp nơi trên thế giới, được dùng làm phương tiện chuyên dụng trong cứu trợ thiên tai, tuần duyên, khảo sát, dùng trong thể thao và chở hành khách. Phương tiện này còn ứng dụng trong quân sự để chuyên chở xe tăng, binh lính và các khí tài lớn.